# 海因里克·文克
海因里克·“亨利”·埃米尔·夏尔·文克（丹麥語：Heinrich "Henry" Emil Charles Wenck；1851年3月10日—1936年2月3日）是丹麦建筑师，1894年至1921年间任丹麦国家铁路首席建筑师。在他的职业生涯中，正值丹麦铁路网大扩张时期。他设计了大约150座火车站，其中15座被列为历史建筑。其所设计的包括哥本哈根火车总站在内的西兰岛海岸铁路上的多座火车站，采用带有浪漫民族主义元素的欧洲传统风格。1903年起成为位于哥本哈根的丹麦皇家建筑艺术学院名誉教授。

## 经历
海因里克·文克1851年3月10日出生于丹麦奥胡斯。父亲海因里克·特奧多爾·文克是一名军官，母亲的名字是Pacht。1869年进入丹麦皇家建筑艺术学院学习，师从费迪南德·梅尔达尔和克里斯蒂安·汉森，1876年毕业。1878年因参与一座哥特复兴式建筑风格的图书馆的建筑设计而获得丹麦皇家建筑艺术学院颁发的金奖。
1882年，海因里克·文克进入丹麦国家铁路工作。1883年至1885年间受邀到意大利进行学术考察，并获得相关资助。当时丹麦国家铁路的首席建筑师是尼尔斯·彼泽·克里斯蒂安·霍尔瑟。1891年，尼尔斯·彼泽·克里斯蒂安·霍尔瑟因眼病而严重影响正常工作后，海因里克·文克开始逐步接手前任的工作。1894年，海因里克·文克正式成为丹麦国家铁路首席建筑师。他主持设计的第一个作品是与尼尔斯·彼泽·克里斯蒂安·霍尔瑟共同设计的赫尔辛格站，该站于1891年10月21日启用。
1895年至1897年间，海因里克·文克主持设计了西兰岛海岸铁路上的多座车站。这批建筑普遍采用了带有浪漫民族主义元素的欧洲传统风格，并深受另一位丹麦建筑师馬丁·尼羅普的影响。海因里克·文克不仅设计火车站主楼，同时還设计相关附属建筑，包括办公楼、职工宿舍、仓库等。海因里克·文克不仅是一位建筑师，还是一位综合性艺术家，他还设计过标识、门把手、灯具、壁画等。他的火车站设计还曾在1898年获得埃克斯贝尔奖。
海因里克·文克于1921年退休，克努兹·唐高·塞斯特接替他的工作。1936年，海因里克·文克去世。

## 部分作品

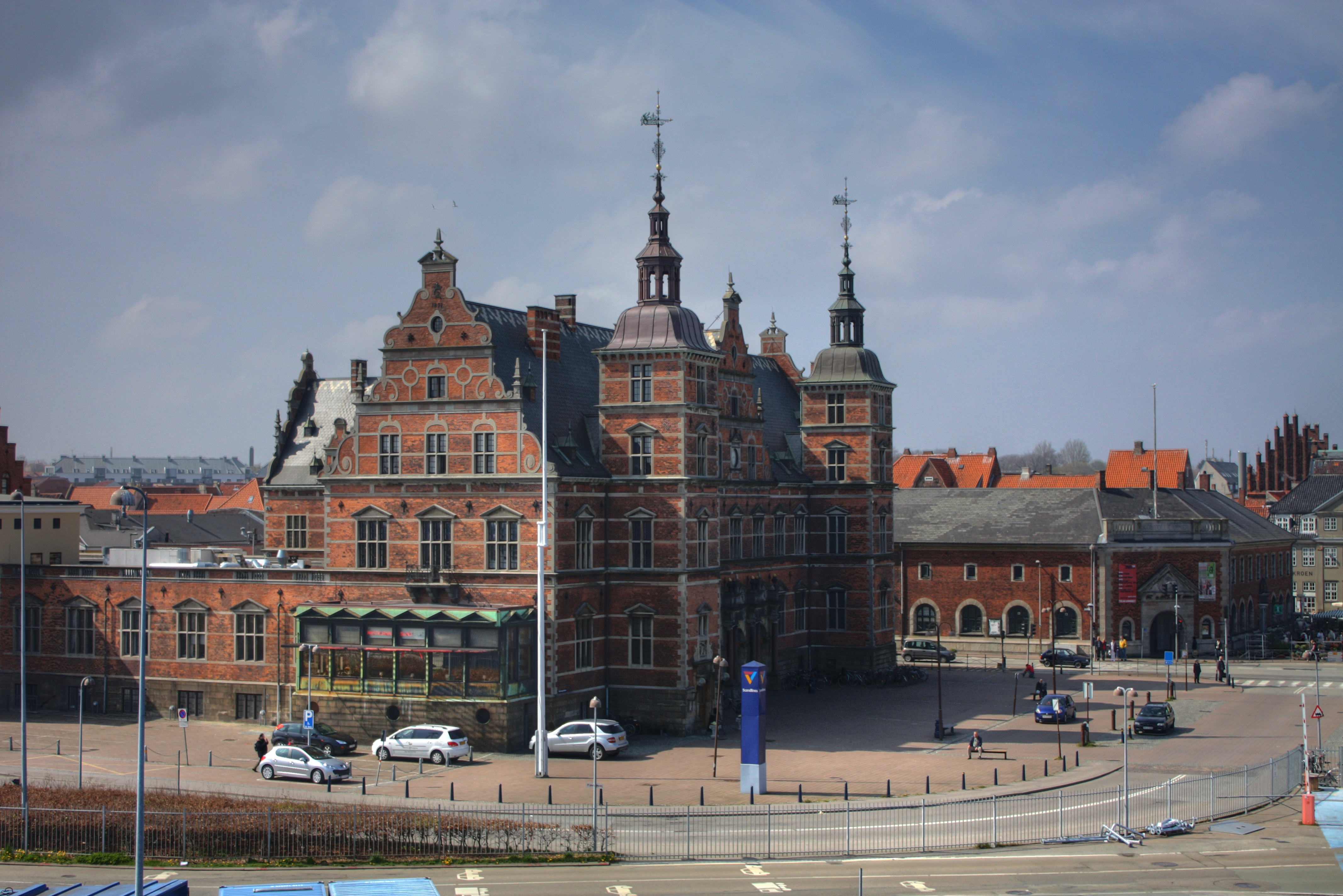
赫尔辛格站，1891年启用

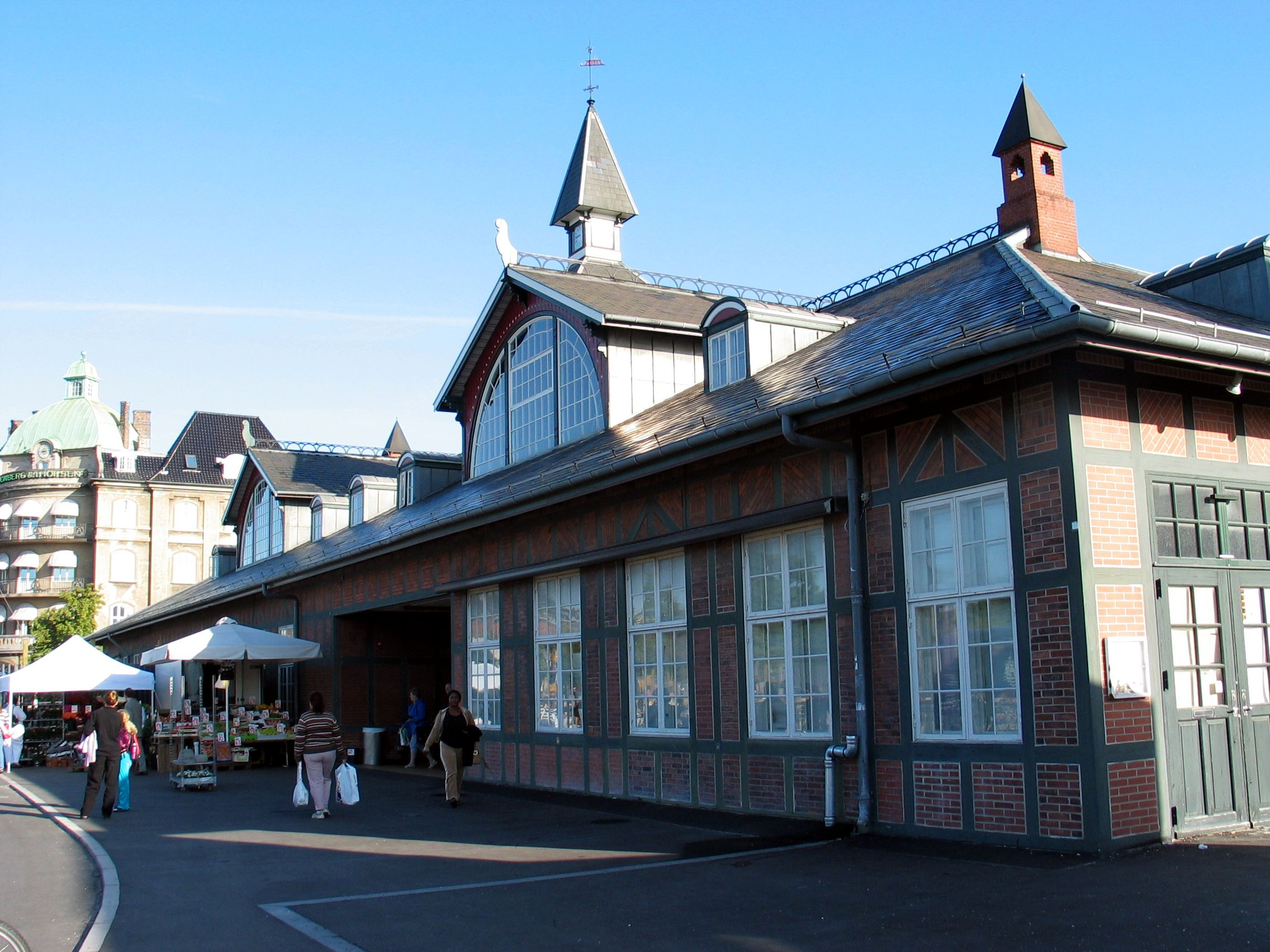
东门站，位于哥本哈根，1897年启用

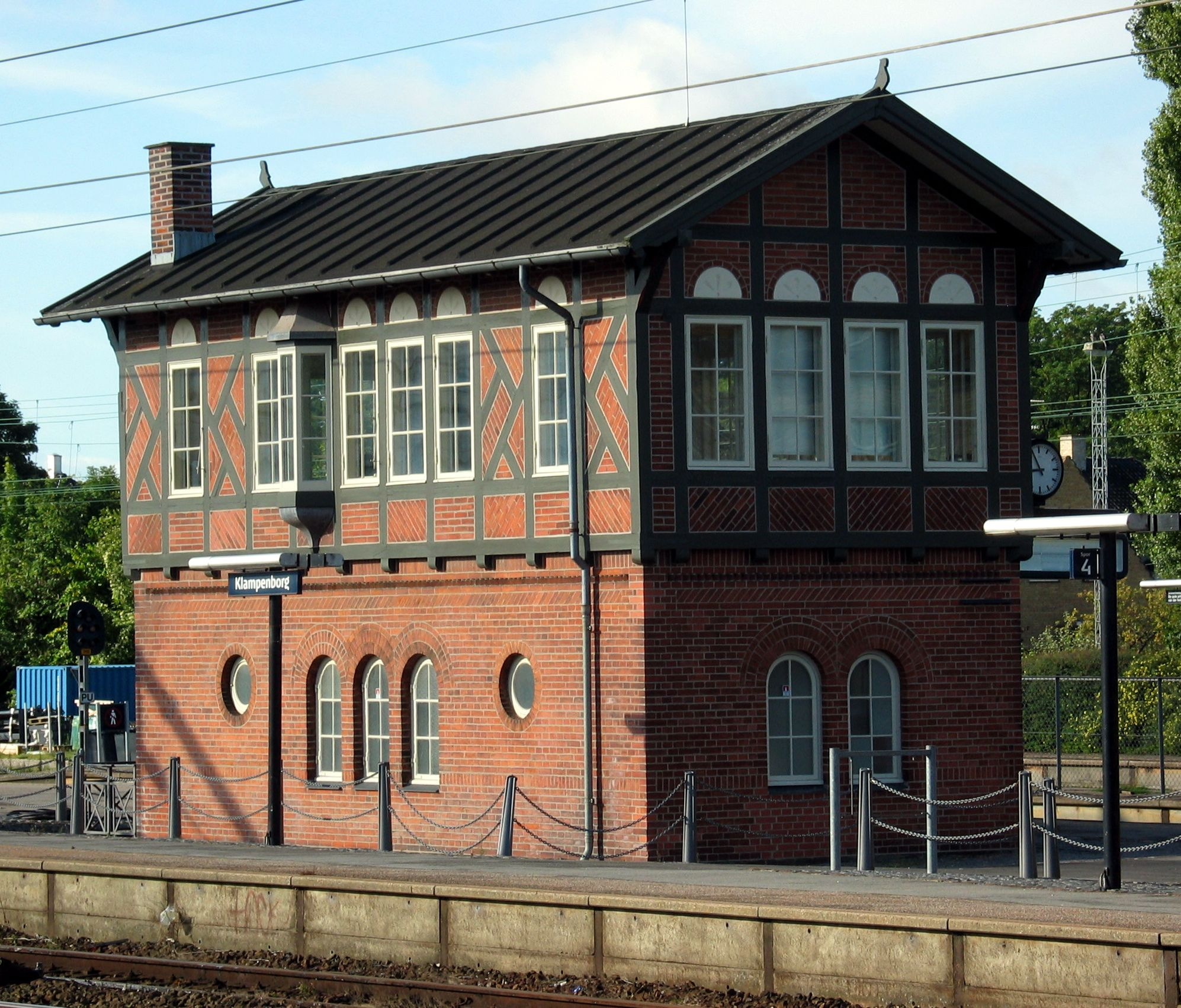
克兰彭堡站，建于1897年

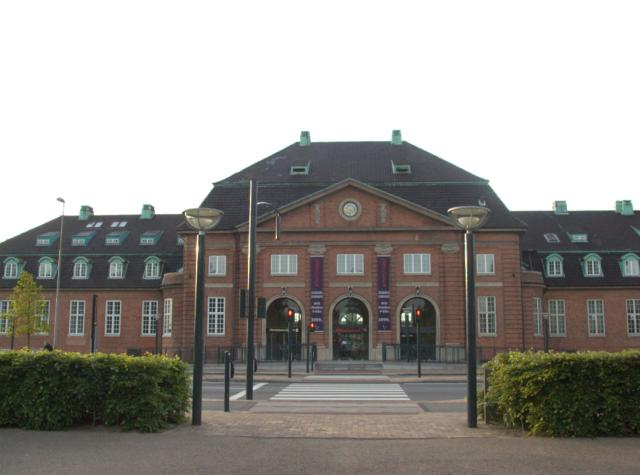
欧登塞站第二代主楼（已拆毁）

- 东西兰岛铁路公司所属的多座建筑（丹麥語：Østsjællandske Jernbaneselskab）（1879年）
- 格里布森林铁路（英语：Gribskov Line）上的多座车站（1879年–1896年）
- 赫尔辛格站第二代站房（1889–1891，与尼尔斯·彼泽·克里斯蒂安·霍尔瑟（丹麥語：N.P.C. Holsøe）共同主持设计，1992年成为历史建筑）
- 灵比站第二代站房（1890年–1891年，与尼尔斯·彼泽·克里斯蒂安·霍尔瑟（丹麥語：N.P.C. Holsøe）共同主持设计，1956年拆毁）
- 斯拉厄尔瑟—奈斯特韦兹铁路（丹麥語：Slagelse-Næstved-banen）上的多座火车站（1891年–1892年）
- 斯凯尔克铁路（丹麥語：Skælskørbanen）上的多座火车站（1891年–1892年)
- 自由港站 (丹麦)（1895年设立，1900年由海因里克·文克主持扩建工程，1986年翻建，2001年拆除。2005年改建为美洲广场（英语：Amerika Plads）。）
- 西兰岛海岸铁路上的多座车站 （1895年–1897年）
- 东门站 （1894年–1897年）
- 哥本哈根货运火车站（丹麥語：Københavns Godsbanegård）主楼 （1895年–1901年，1968年拆毁）
- 霍尔特站（1900年的重建工程）
- 哥本哈根货运火车站（丹麥語：Københavns Godsbanegård）站内设施，位于奥托·布瑟街（丹麥語：Otto Busses Vej）（1901年及1907年）
- Villa Søbæk, 394 Strandvejen, Espergærde (1902)
- 埃斯比约站（1902年—1904年）
- 索勒海关及邮局大楼（1903年）
- 盖瑟站（丹麥語：Gedser Station）（1903年）
- 腓特烈堡垃圾焚烧厂（英语：Frederiksberg Incineration Plant）（1903年）
- 霍尔斯特布罗站（丹麥語：Holstebro Station）第二代站房（建于1904年，1990年列入历史建筑目录）
- 哥本哈根火车总站第三代站房(1904–12, rebuilt several times, including in 1977-80 by Dissing + Weitling, listed in 1983, water tower and signal posts demolished)
- 斯特勒门站（丹麥語：Strømmen Station）（位于挪威谢斯莫，海因里克·文克曾主持1905年的翻建工程，2006年列入历史建筑目录）
- Stevnstrup Station第二代站房 (1905, nedrevet 1979)
- 科雪尔站第二代站房（1907年启用，1997年停用，1992年列入历史建筑目录）
- Vipperød Station (1906)
- Nørresundby Station (1906–07, fredet)
- 阿迈厄岛铁路（英语：Amagerbanen）上的多座火车站
- 蒂特根桥（丹麥語：Tietgensbroen），位于哥本哈根火车总站附近（1907年—1909年，后多次重建）
- 丹麦国家铁路总厂（丹麦语原名：DSBs centralværksteder，1907年—1910年，位于哥本哈根）
- 海弗尔厄站（丹麥語：Herfølge Station）（1908年，现已列入历史建筑名录）
- Resenbro Station (1908)
- Nørre Åby Station, Nørre Åby (1909, listed)
- 哥本哈根中央邮局大楼（1909年–1912年，位于蒂特根街）
- Administration building for DFDS Central Workshops, Aarhus (1910, with Povl Baumann)
- 西大众路站第一代站房及其人行天桥（1911年建成，1984年拆除，该火车站后于2016年停用）
- 瓦尔比站 （1911年启用，但原有天桥已拆除）
- 斯滕勒瑟站（1912年）
- 欧登塞站第二代主楼（1912年—1914年，已拆毁）
- Stationer på Ørsaa-Asaa-banen (1914): Asaa Station m.fl.
- 恩厄斯旺站（丹麥語：Engesvang Station）（1914年）
- Grejsdal Station (II) (1914–15, demolished in 1977)
- 温讷鲁普站（丹麥語：Vinderup Station）（1915年）
- Hornbæk-Gilleleje Railway stations (1915–16)
- 丰德—布拉明铁路上的多座火车站（1915年–1917年）
- 布拉明—格林斯泰兹铁路上的多座火车站（1916年）
- 科克代尔站第二代站房（1916年）
- 斯文堡站（丹麥語：Svendborg Station）扩建工程（1916年）
- 格林斯泰兹—布兰讷铁路上的多座火车站（1917年）
- 海泽胡瑟讷站（1917年改建工程）
- 措斯楚普站（1917年–1918年，1979年拆毁）
- 瓦伊恩站（丹麥語：Vejen Station）（1917年改建工程）
- Gilleleje Station, Gilleleje（1918年）
- 格洛斯楚普站（1918年–1919年）
- 格林斯泰兹站（丹麥語：Grindsted Station）水塔（1919年）
- Jernbaneskolen, Hellerup, now Københavns Amts Tale- og Høreinstitut, Rygårds Allé 45 (1919–20, rebuilt)
- 奥胡斯货运火车站（丹麥語：Aarhus Godsbanegård）（1920年–1922年）
- 哥本哈根火车总站伯恩斯托夫街（Bernstoffsgade）一侧办公楼扩建工程（1919年–1923年，与克努兹·唐高·塞斯特共同设计，现已列入历史建筑名录）
- 东门站货场（位于哥本哈根，建于1921年）